# Tự Nhiên
Tự Nhiên là một xã thuộc huyện Thường Tín, thành phố Hà Nội, Việt Nam.

## Địa lý
Xã Tự Nhiên nằm ở phía Đông huyện Thường Tín, có vị trí địa lý:
- Phía đông và đông bắc giáp sông Hồng
- Phía nam giáp xã Chương Dương
- Phía tây giáp xã Thư Phú
- Phía bắc giáp xã Hồng Vân.

## Hành chính
Xã Tự Nhiên được chia thành 7 thôn: 1, 2, 3, 4, 5, 6, 7.

## Lịch sử
Trước là xã Hồng Châu, sau đổi tên thành xã Tự Nhiên.
Tháng 8 năm 1948, các xã Chương – Kỳ - Lộc, Vĩnh – Thư – Phú và xã Tự Nhiên hợp nhất thành xã Quang Khải.
Tháng 10 năm 1957, xã Quang Khải được tách thành hai xã: Hồng Châu và Quang Khải.
Năm 1974, xã Hồng Châu đổi tên thành xã Tự Nhiên như ngày nay.

## Văn hóa
- Xã Tự Nhiên có bãi Tự Nhiên hay còn gọi là bãi Chử Đồng Tử, nằm ở phía Bắc của xã, giáp sông Hồng, là nơi Chử Đồng Tử gặp Tiên Dung.
- Đình làng Tự Nhiên (Thờ Chử Đồng Tử - Tiên Dung).